# Tagetes nelsonii
Tagetes nelsonii es una especie de plantas de la familia de las compuestas (Asteraceae) nativa de México. 

## Descripción
T. nelsonii es una planta perenne, su floración se da durante el período de julio-agosto, sus flores son de color oro y amarillo-naranja, forma racimos de 30 a 60 cabezas, su follaje es denso y aromático, su tamaño es de 90 a 120 cm de alto.

## Distribución y hábitat
La especie es de las regiones montañosas mayas de Chiapas, México y Guatemala, donde crece en condiciones hídricas y tierras arcillosas ácidas con exposición del sol lleno y a temperaturas frías que van de - 17 a 4,5 °C.

## Propiedades
Es una especie utilizada en San Cristóbal de las Casas, Chiapas, México, porque los indígenas de esa región la han utilizado tradicionalmente para el tratamiento empírico de las diarreas, dolor de cabeza y fiebre, por lo cual los pobladores la han adoptado como una planta medicinal.

## Taxonomía
Tagetes nelsonii  fue descrita por Jesse More Greenman y publicado en Proceedings of the American Academy of Arts and Sciences 39(5): 117. 1903.
Etimología
Tagetes: nombre genérico que proviene de la mitología etrusca Tages.
nelsonii: epíteto otorgado en honor de David Nelson.
Sinonimia
- Tagetes sororia Standl. & Steyerm.	[4]